# Verneuil-sur-Igneraie
Verneuil-sur-Igneraie is een gemeente in het Franse departement Indre (regio Centre-Val de Loire) en telt 342 inwoners (2005). De plaats maakt deel uit van het arrondissement La Châtre.

## Geografie
De oppervlakte van Verneuil-sur-Igneraie bedraagt 9,9 km², de bevolkingsdichtheid is 34,5 inwoners per km².
De onderstaande kaart toont de ligging van Verneuil-sur-Igneraie met de belangrijkste infrastructuur en aangrenzende gemeenten.

## Demografie
Onderstaande figuur toont het verloop van het inwonertal (bron: INSEE-tellingen).

## Externe links

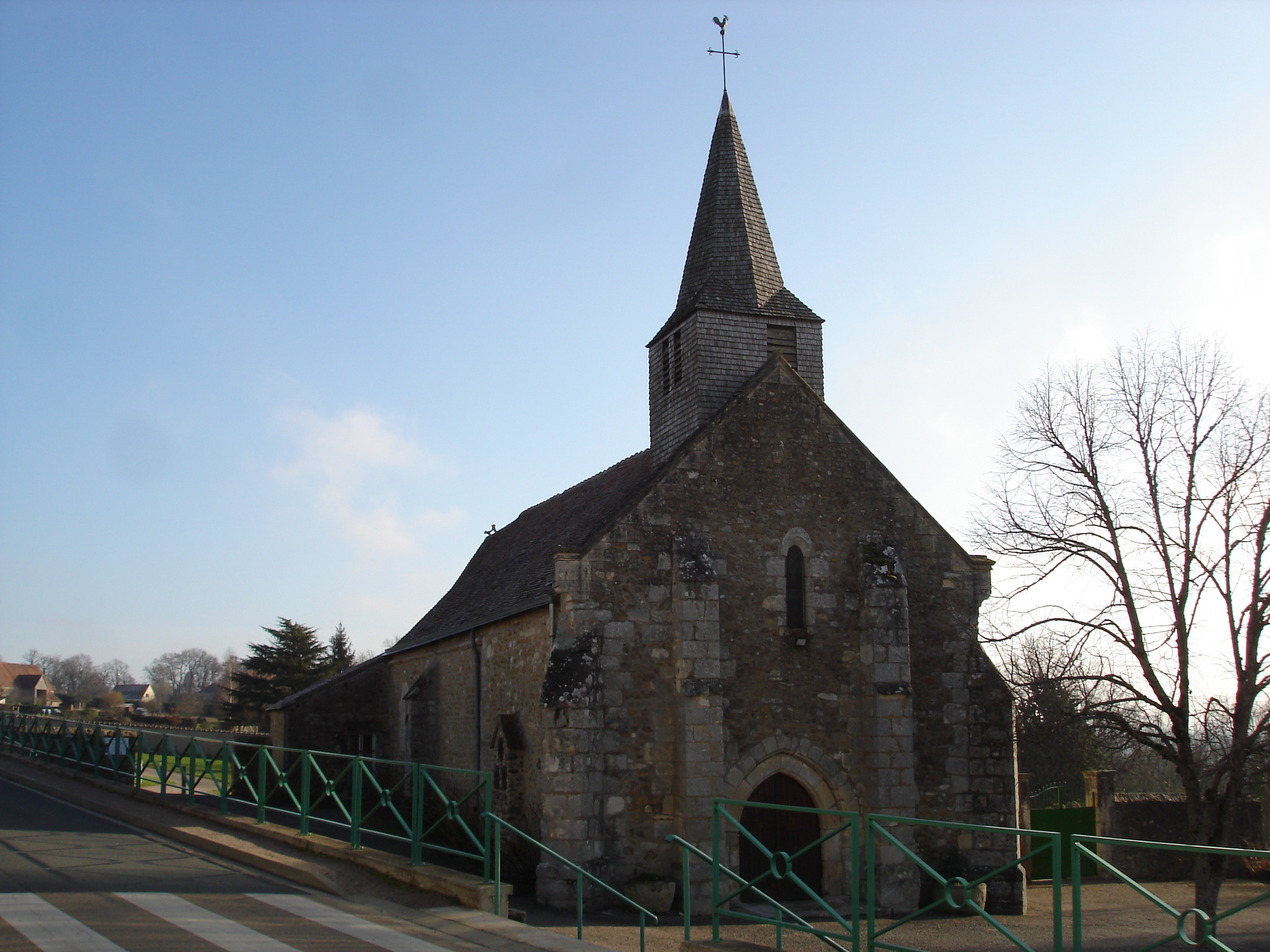
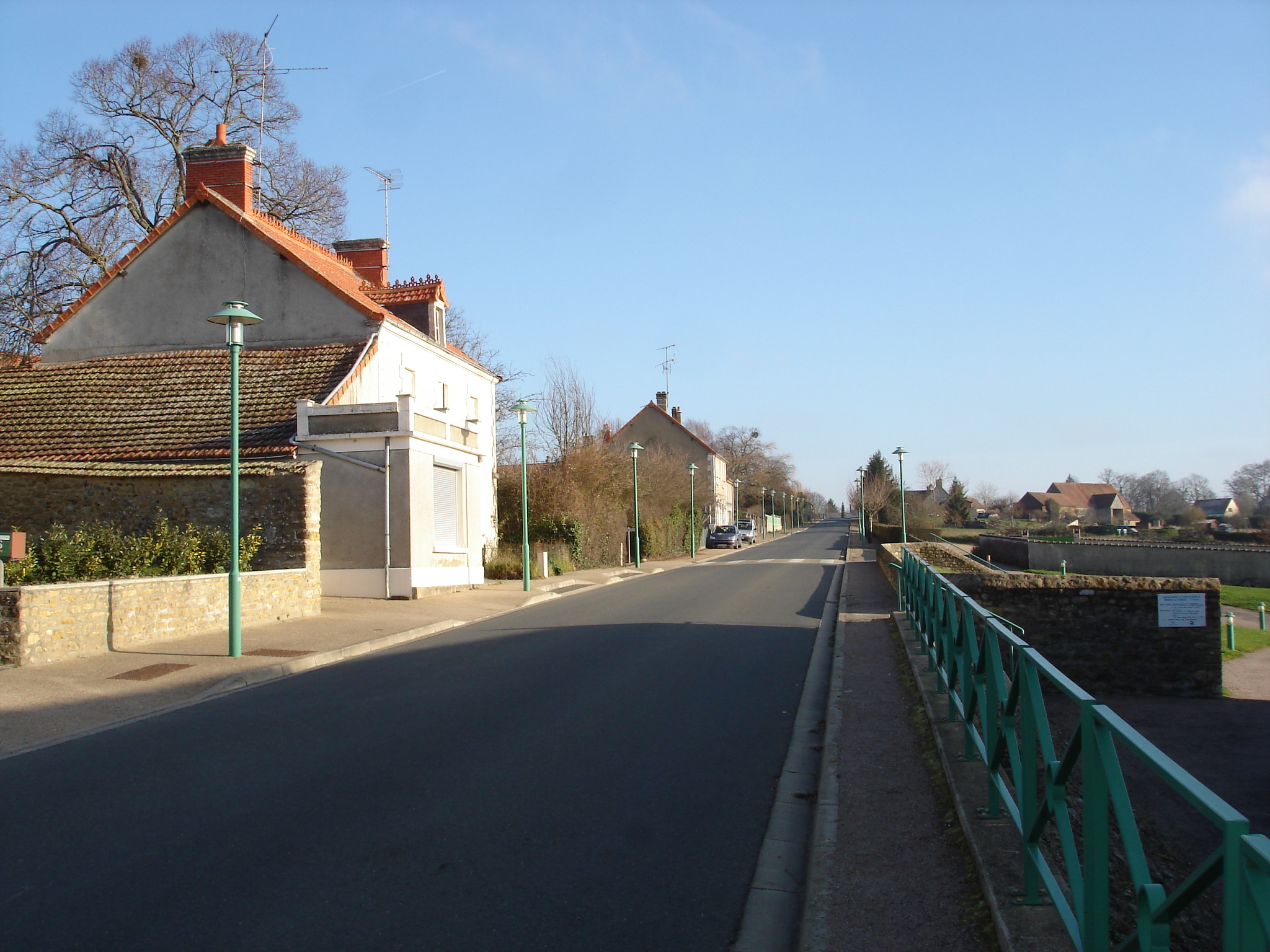
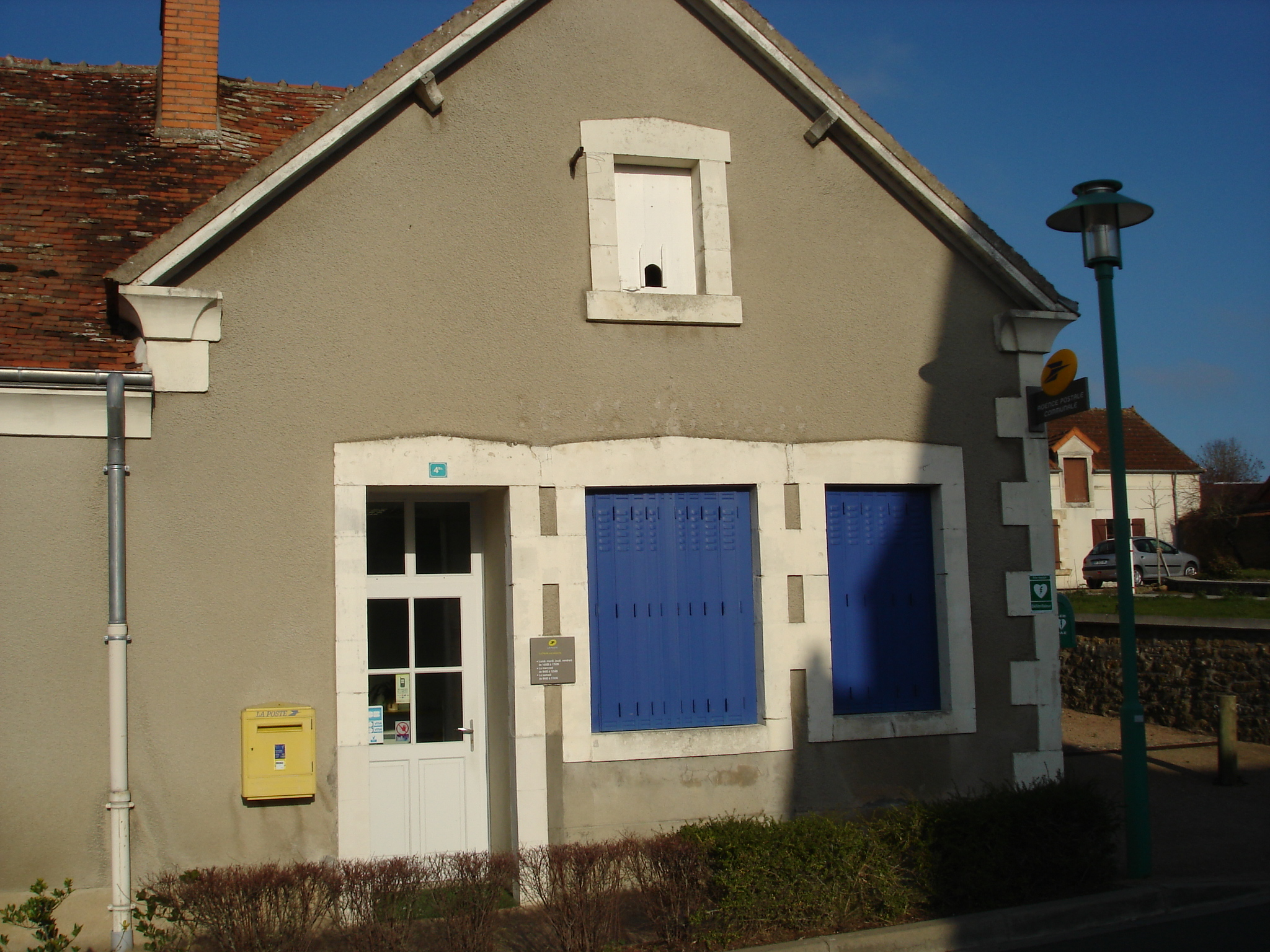